# Ometepe
Ometepe ist eine Insel des Nicaraguasees und mit etwa 270 km² weltweit die größte vulkanische Insel in einem Süßwassersee. Sie liegt im Departamento Rivas der Republik Nicaragua in Mittelamerika. Auf Ometepe leben 29.684 Menschen (Volkszählung Mai/Juni 2005).
Auf der Insel befinden sich zahlreiche Petroglyphen.

## Geographie

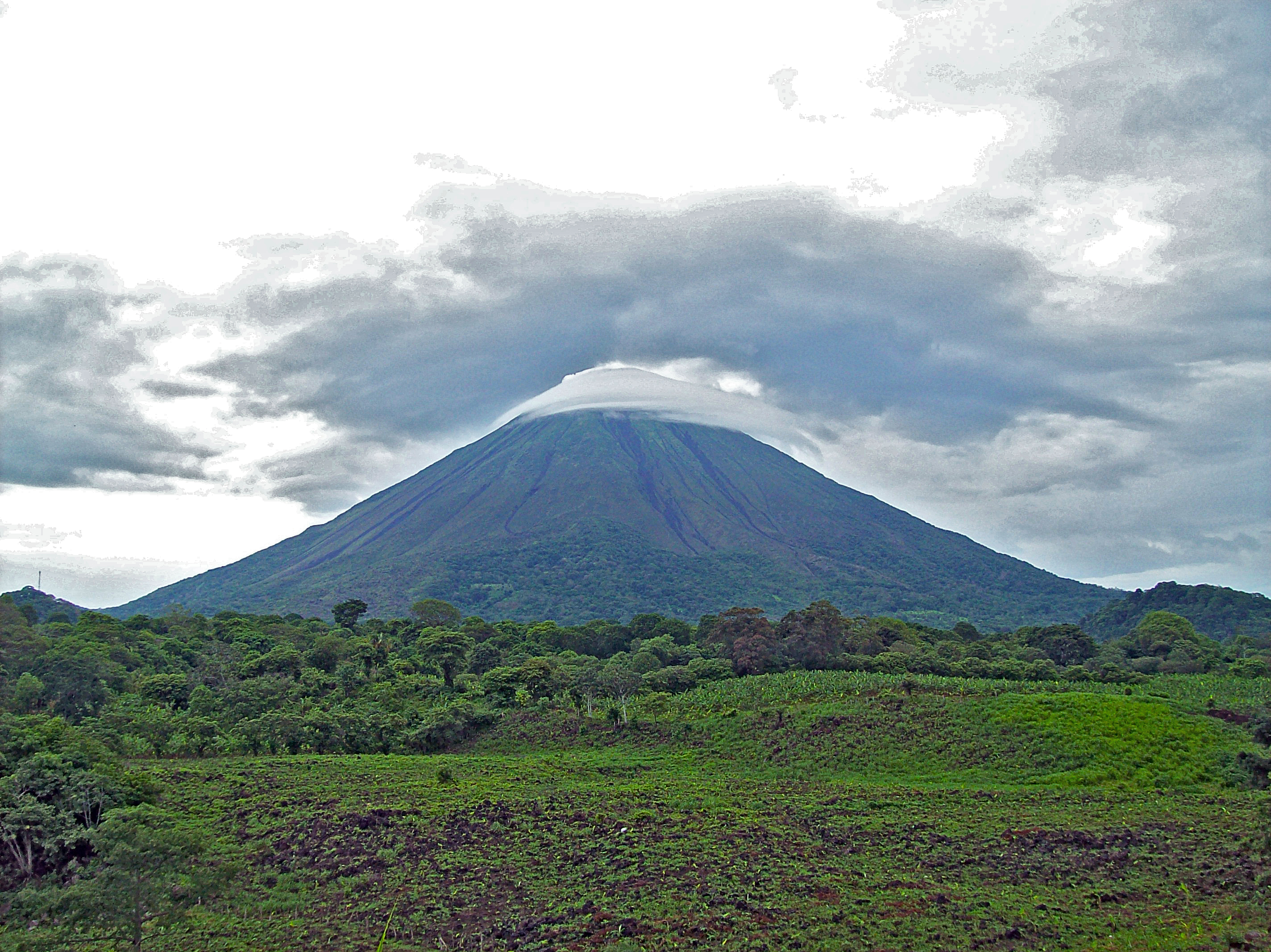
Der Vulkan Concepción

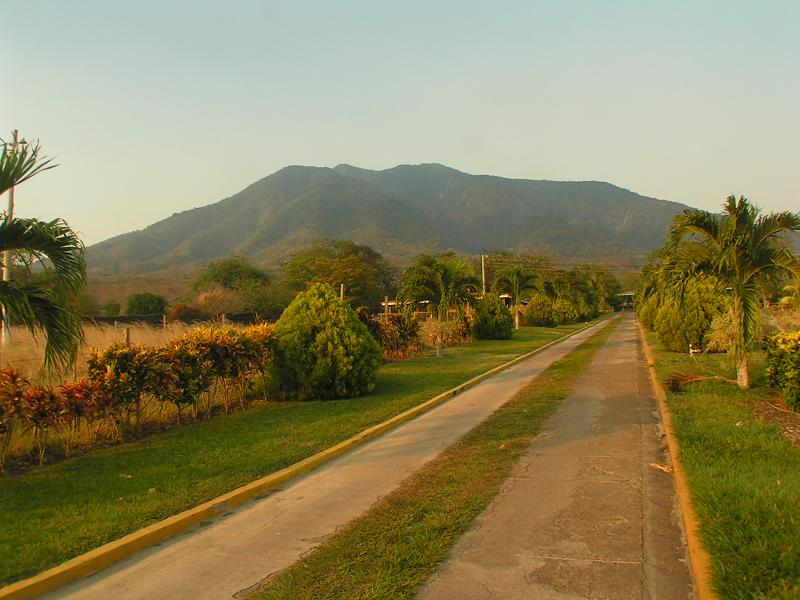
Der Vulkan Maderas

Die größten Orte der Insel sind die Inselhauptstadt Altagracia (4081 Einwohner) und Moyogalpa (2905). Diese beiden Orte sind gleichzeitig Verwaltungssitze der gleichnamigen Gemeinden, zwischen denen die Insel aufgeteilt ist. In Altagracia gibt es seit 1994 ein Museum mit Ausstellungen zur Inselgeschichte, in Sacramento im Verwaltungsbezirk Moyogalpa befindet sich ein Museum mit archäologischen Fundstücken der Insel und weiteren Räumen, in denen die Geschichte Nicaraguas anhand der Zahlungsmittel der jeweiligen Epochen veranschaulicht wird.
Die beiden Vulkane Concepción (ca. 1610 m, letzter Ausbruch 2010) und Maderas (1394 m, Datum des letzten Ausbruchs nicht bekannt) kennzeichnen die Insel und geben ihr die Form einer Acht.
Der Vulkan Concepción, der höhere der beiden, ist einer der aktivsten Vulkane in Nicaragua, Seine Hänge sind etwa bis in 1000 m Höhe teilweise mit Wald bewachsen, an anderen Stellen jedoch durch Erd- und Geröllrutsche kahl. Zwischen 1000 m und 1250 m ändert sich die Vegetation und alpine Pflanzen haben Vorrang. Das letzte Stück zum Krater besteht nur noch aus losem Lavageröll. Durch seine relativ regelmäßigen Eruptionen trägt er maßgeblich dazu bei, dass der Boden auf der Insel sehr nährstoffreich ist und sich hervorragend für die Landwirtschaft eignet. 
Der Vulkan Maderas ist erloschen und dadurch bis zum Krater mit dichtem Wald bewachsen, welcher sich an der Spitze zu einem Nebelwald entwickelt. An seinen Hängen findet man auch Ardisia ometepensis, eine Baumart, die nur auf Ometepe zu finden ist. Im Krater befindet sich eine Lagune und an der Südseite in San Ramon gibt es einen Wasserfall. 
Eine Besonderheit der Insel ist die unterschiedliche Art von Sandstränden: Zum einen begegnet man schwarzem Sand aus Vulkangestein, zum anderen kann man am Playa Santo Domingo, auf dem Isthmus zwischen den beiden Vulkanen, fast den typischen Charakter karibischer Sandstrände genießen.

## Sprache und Kultur
Der Name Ometepe stammt aus dem Nahuatl und ist zusammengesetzt aus den Begriffen ome (zwei) und tepetl (Berg, Hügel), die sich auf die beiden Vulkane beziehen. 
Im Juli jedes Jahres findet in Moyogalpa die Fiesta St. Anna statt. Neben Stierkämpfen und der Wahl zur Miss Moyogalpa finden Prozessionen in der Stadt statt. Diese sogenannten Fiestas Patronales werden zu Ehren der Stadt- und Dorfheiligen abgehalten. In Altagracia finden diese Mitte November statt. Auch kleinere Orte zelebrieren diese Feste, welche durchschnittlich 2 Wochen dauern.

## Mythologie
Der Sage nach entstanden die Inseln Ometepe und Zapatera sowie der Nicaraguasee aus einer tragischen Liebesgeschichte: so verliebten sich der angesehene Nagrando in die wunderschöne Häuptlingstochter eines Nachbarstammes mit dem Namen Ometeptl. Beide Indianerstämme waren jedoch über Gebietsansprüche und Machtfragen zerstritten. Nach dem Gesetz der Vorfahren war eine Liebe zwischen verfeindeten Stämmen verboten. Das Paar musste daher schon bald aus den Heimatdörfern fliehen und versteckte sich in einem Tal. Da ihre Liebe jedoch nicht verheimlicht blieb, wurden sie von ihren Stammesangehörigen verfolgt. Schließlich entschlossen sich beide aus Verzweiflung zum Selbstmord und öffneten sich die Pulsadern. Ometeptl stürzte nach hinten, Nagrando taumelte noch ein paar Schritte und stürzte ebenfalls nieder. Das Blut beider füllte das Tal aus und bedeckte ihre Körper – der heutige Nicaraguasee. Von Ometeptls Körper ragen nur ihre Brüste über den Wasserspiegel, die heutigen Vulkane Concepción und Maderas. Vom Körper Nagrandos sieht man nur noch, etwas entfernt, die Spitzen der Insel Zapatera.

## Wirtschaft
Die Landwirtschaft ist ein traditionell wichtiger Faktor in der Region. Speziell der Anbau und Verkauf von Kochbananen nach ganz Zentralamerika bestimmt diesen Sektor, es werden aber auch Sesam, Wassermelonen und Tabak angebaut.
Der Tourismus wurde in den letzten Jahren wirtschaftlich immer bedeutsamer, was in Zukunft durch den im Bau befindlichen Flughafen bei Moyogalpa noch gefördert werden wird. Der Flughafen ist schon fertig, doch wurden die Inlandsflüge mangels Rentabilität wieder eingestellt. Man kommt nur mit dem Schiff auf das Eiland.

## Partnerschaften
Die deutsche Stadt Herne unterhält seit 1988 eine Städtepartnerschaft mit der Insel Ometepe.
Nicaraguanische und deutsche Partner riefen 1993 in Santo Domingo das sozialmedizinische Ometepe-Projekt Nicaragua (POA) ins Leben, das vor allem in den Bereichen Bildung und Gesundheit arbeitet.
Eine weitere Partnerschaft besteht mit der US-amerikanischen Insel Bainbridge Island.